# Nogometna reprezentacija SAD-a
Nogometna reprezentacija SAD-a predstavlja SAD u nogometu i dio je CONCACAF-a. Reprezentacija je sudjelovala na svjetskim prvenstvima 11 puta, a najbolji uspjeh su ostvarili 1930. u Urugvaju kada su došli do polufinala. 
SAD se kvalificirao i na svjetska prvenstva 1934. u Italiji i 1950. u Brazilu, gdje je pobijedila Englesku 1-0. Nakon 1950. SAD se nije uspio kvalifirati na svjetska prvenstva do 1990-ih. SAD je ugostio 1994. 15. svjetsko prvenstvo gdje su izgubili od Brazila u šesnaestini finala. Kvalificirali su se na još 5 prvenstava nakon 1994., postavši tako regularan natjecajtelj raznih prvenstava i često su dolazili do nokaut faze. SAD je došao do četvrtfinala u Južnoj Koreji i Japanu 2002. gdje su izgubili od Njemačke. U Konfederacijskom kupu 2009. SAD je u polufinalu porazio Španjolsku, jednu od 10 najboljih poziciranih reprezentacija po FIFA-inoj ljestvici, prije nego što je u finalu izgubio od Brazila što je njihovo jedino pojavljivanje u finalima na međukontinentalnim prvenstvima. Momčad se nije kvalificirala na 21. svjetsko nogometno prvenstvo 2018. u Rusiji, pritom se zaustavivio skor pojavljivanja na svjetskim prvenstima. Sjedinjene Države će ugostiti 23. svjetsko nogometno prvenstvo zajedno s Meksikom i Kanadom gdje su sve tri države kao organizatori automatski kvalificirani. 
SAD također sudjeluje i u kontinentalnim prvenstvima kao što su CONCACAF Gold Cup i Copa América. Do sada je osvojio sedam naslova Gold Cupa i dosegao dva četvrta mjesta u Copa Americi, uključujući i 2016.

## Povijest
Nogometna reprezentacija SAD-a do svog je najvećeg reprezentativnog uspjeha došla na prvom Svjetskom prvenstvu 1930. u Urugvaju. Nakon dvije pobjede, izbačeni su u polufinalu od Argentine. Nastupili su i na sljedeća dva Svjetska prvenstva, 1934. i 1950. godine, ali je onda uslijedila pauza od čak 40 godina do sljedećeg nastupa, 1990. Od tada pa sve do danas su redoviti sudionik svjetskih prvenstava. Međutim, širenje popularnosti nogometa u SAD-u započinje tek 1994. godine, kada su postavljeni za organizatora petnaestog po redu Svjetskog prvenstva. Dvije godine poslije toga osnovana je profesionalna liga u Americi – MLS. 

## Sastav
Američki izbornik objavio je konačni popis igrača za Svjetsko prvenstvo 2022. 9. studenog 2022.
Nastupi i golovi zadnji put su ažurirani 27. rujna 2022. nakon utakmice protiv Saudijske Arabije.
| 0#0 | Poz. | Igrač                  | Datum rođenja (dob) | Nastupi | Golovi | Klub                     |
| --- | ---- | ---------------------- | ------------------- | ------- | ------ | ------------------------ |
| 1   | G    | Matt Turner            | 24. lipnja 1994.    | 20      | 0      | Arsenal                  |
| 2   | B    | Sergiño Dest           | 3. studenoga 2000.  | 19      | 2      | Milan                    |
| 3   | B    | Walker Zimmerman       | 19. svibnja 1993.   | 33      | 3      | Nashville SC             |
| 4   | V    | Tyler Adams (kapetan)  | 14. veljače 1999.   | 32      | 1      | Leeds United             |
| 5   | B    | Antonee Robinson       | 8. kolovoza 1997.   | 29      | 2      | Fulham                   |
| 6   | V    | Yunus Musah            | 29. studenoga 2002. | 19      | 0      | Valencia                 |
| 7   | N    | Giovanni Reyna         | 13. studenoga 2002. | 14      | 4      | Borussia Dortmund        |
| 8   | V    | Weston McKennie        | 28. kolovoza 1998.  | 37      | 9      | Juventus                 |
| 9   | N    | Jesús Ferreira         | 24. prosinca 2000.  | 15      | 7      | FC Dallas                |
| 10  | N    | Christian Pulišić      | 18. rujna 1998.     | 52      | 21     | Chelsea                  |
| 11  | N    | Brenden Aaronson       | 22. listopada 2000. | 24      | 6      | Leeds United             |
| 12  | G    | Ethan Horvath          | 9. lipnja 1995.     | 8       | 0      | Luton Town               |
| 13  | B    | Tim Ream               | 5. listopada 1987.  | 46      | 1      | Fulham                   |
| 14  | V    | Luca de la Torre       | 23. svibnja 1998.   | 12      | 0      | Celta Vigo               |
| 15  | B    | Aaron Long             | 12. listopada 1992. | 29      | 3      | New York Red Bulls       |
| 16  | N    | Jordan Morris          | 26. listopada 1994. | 49      | 11     | Seattle Sounders FC      |
| 17  | V    | Cristian Roldan        | 3. lipnja 1995.     | 32      | 0      | Seattle Sounders FC      |
| 18  | B    | Shaq Moore             | 2. studenoga 1996.  | 15      | 1      | Nashville SC             |
| 19  | N    | Haji Wright            | 27. ožujka 1998.    | 3       | 1      | Antalyaspor              |
| 20  | B    | Cameron Carter-Vickers | 31. prosinca 1997.  | 11      | 0      | Celtic                   |
| 21  | N    | Timothy Weah           | 22. veljače 2000.   | 25      | 3      | Lille                    |
| 22  | B    | DeAndre Yedlin         | 9. srpnja 1993.     | 75      | 0      | Inter Miami CF           |
| 23  | V    | Kellyn Acosta          | 24. srpnja 1995.    | 53      | 2      | Los Angeles FC           |
| 24  | N    | Josh Sargent           | 20. veljače 2000.   | 20      | 5      | Norwich City             |
| 25  | G    | Sean Johnson           | 31. svibnja 1989.   | 10      | 0      | New York City FC         |
| 26  | B    | Joe Scally             | 31. prosinca 2002.  | 3       | 0      | Borussia Mönchengladbach |